# Exit Smiling

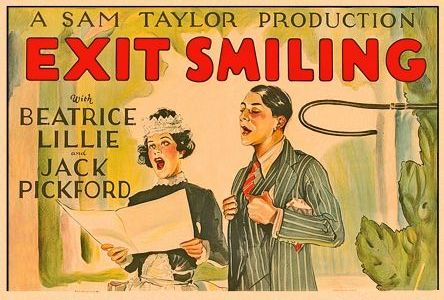
Affiche du film.

Exit Smiling est un film américain réalisé par Sam Taylor, sorti en 1926.

## Synopsis
Une troupe de théâtre joue une pièce mélodramatique dans laquelle l'actrice principale doit se déguiser pour séduire un homme. Quand la pièce se termine, à la seconde scène du film, l'héroine déclare: « Ten O'Clock ! My lover is saved ! ». Plus tard dans le film, elle imite le dénouement de la pièce et utilise le même stratagème pour sauver l'homme qu'elle aime.

## Fiche technique
- Réalisation : Sam Taylor
- Scénario : Tim Whelan et Sam Taylor d'après Exit Smiling de Marc Connelly
- Production : Sam Taylor
- Photographie : André Barlatier
- Montage : Daniel J. Gray
- Distributeur : Metro-Goldwyn-Mayer
- Genre : Comédie romantique
- Durée: 77 minutes
- Date de sortie : 14 novembre 1926

## Distribution
- Beatrice Lillie : Violet
- Jack Pickford : Jimmy Marsh
- Doris Lloyd : Olga
- DeWitt Jennings : Orlando Wainwright
- Harry Myers : Jesse Watson
- Tenen Holtz : Tod Powell
- Louise Lorraine : Phyllis Tichnor
- Franklin Pangborn : Cecil Lovelace
- D'Arcy Corrigan : Macomber
- Charles K. French as Mr. Tichnor
- Dwight Frye as Balcony Heckler
- William Gillespie : Jack Hastings
- Jimmy Humes : Audience Member
- Gus Leonard : Audience Member
- Andy MacLennan : Stagehand
- Kenneth McMillan : Audience Member
- Terence McMillan : Audience Member
- Carl Richards : Dave
- Carl 'Major' Roup : Young Boy in Audience
- Dorothea Wolbert : Anna
- Bert Woodruff : 1st Theatre Manager